# 福爾摩師奶
《福爾摩師奶》（英語：The Ghetto-Fabulous Lady，前名：危城First Lady），香港電視廣播有限公司拍攝製作的以香港開埠初期為時代背景的民初懸疑查案電視劇，取用阿萊(ARRI)艾美拉攝影機拍攝；由陳松伶、黃智賢及陳煒領銜主演，並由徐榮、陳瀅、江嘉敏、余德丞及林韋辰聯合演出，編審為翁善瑩，監製為方駿釗。
故事以1900年代的油麻地為背景，講述一個女探長祖迪費查（陳松伶飾）破案的故事，劇中的連環兇殺案以相近年代於英國發生的開膛手傑克事件為藍本改編。
此劇為2018年香港國際影視展17部推介劇集之一。

## 播出時間
| 频道                    | 所在地   | 播映日期      | 播出時間                                 | 备注 |
| ----------------------- | -------- | ------------- | ---------------------------------------- | ---- |
| 翡翠台                  | 香港     | 2019年2月25日 | 星期一至五 21:30－22:30                  |      |
| Astro AOD、Astro AOD HD | 马来西亚 | 2019年2月25日 | 星期一至五 21:30－22:30                  |      |
| 新時代電視              | 加拿大   |               | 星期一至五 10:00 17:30、21:30、01:30重播 |      |

## 演員

### 天井屋「香廬」
| 演員            | 角色   | 暱稱／關係 |
| 鄺潔楹 （青年） | 鮑妹娣 | 妹姐、阿妹（狄德英專用） 包租婆 鮑姝娣之妹，並憎恨其，後和好 華仁之妻 華世傑之母 菲臘費查之姨仔 關一夫之初戀情人 與狄德英有感情線 於第5集被白羅拔以華世傑之性命安危要脅其透露祖迪費查的行蹤 於第12集掌摑魏素嘉，斥其勾引菲臘費查是不知廉恥、不守婦道 於第13集開設賣曲奇及紅茶的小販店，最終店舖因遭熊財及其手下搗亂而被迫關閉 於第14集歸還曾為還債而偷走的陪葬品時被熊財發現，後被其要脅引開狄德英 於第15集發現自己遭關一夫利用，後將事件始末告知祖迪費查 於第18集得知當年祖迪費查假冒關一夫寫分手信及自己後與對方吵架 於第20集交還香廬之業權給香德，後被魏素嘉趕走，最終暫住在狄德英家中 於第21集獲魏素嘉交還屋契，後搬回香廬居住 於第24集從魏素嘉中得知狄德英的遺言 |
| 陳 煒           | 鮑妹娣 | 妹姐、阿妹（狄德英專用） 包租婆 鮑姝娣之妹，並憎恨其，後和好 華仁之妻 華世傑之母 菲臘費查之姨仔 關一夫之初戀情人 與狄德英有感情線 於第5集被白羅拔以華世傑之性命安危要脅其透露祖迪費查的行蹤 於第12集掌摑魏素嘉，斥其勾引菲臘費查是不知廉恥、不守婦道 於第13集開設賣曲奇及紅茶的小販店，最終店舖因遭熊財及其手下搗亂而被迫關閉 於第14集歸還曾為還債而偷走的陪葬品時被熊財發現，後被其要脅引開狄德英 於第15集發現自己遭關一夫利用，後將事件始末告知祖迪費查 於第18集得知當年祖迪費查假冒關一夫寫分手信及自己後與對方吵架 於第20集交還香廬之業權給香德，後被魏素嘉趕走，最終暫住在狄德英家中 於第21集獲魏素嘉交還屋契，後搬回香廬居住 於第24集從魏素嘉中得知狄德英的遺言 |
| 程 皓 （青年）  | 鮑姝娣 | Judy Fletcher、爵士夫人、雀屎夫人、Madam（關一夫專用） 真正的‘福尔摩师奶’ 爵士夫人／租客 別名祖迪費查 女扮男裝時自稱Mr.Holmes 菲臘費查之妻，於第24集鬧翻 關一夫之前僱主 鮑妹娣之姊，並被其憎恨，後和好 華仁之大姨 華世傑之姨母 被狄德英針對，後和解並一同查案，後成為其師父 丁曉堯之繼母，视其为女儿般对待 與焦范南茜針鋒相對，在菲臘費查失蹤後和好並成為好友 被白威廉針對 白牡丹之朋友 懷疑喬百川與連環殺人案有關 多年前曾經小產 於第2集被懷疑與連環殺人案有關而被扣押淪為階下囚 於第3集因在扣留期間發生命案而間接證明與連環殺人案無關而釋放，後因同情丁曉堯而收養對方及帶同她投靠關一夫 於第5集與假扮成菲臘費查的趙風見面，期間被白羅拔等人追捕及槍擊，後得趙風捨身協助下令其能成功逃走 於第7集起在天后廟前代市民寫信及在榕樹頭說褔爾摩斯的故事賺錢 於第9集懷疑白威廉為開膛手 於第10集起懷疑菲臘費查才是真正之開膛手 於第11集發現魏素嘉是菲臘費查的情婦，後於第12集與其反目 於第12集獨自離開香廬，被關一夫及丁曉堯找到並勸說後返回香廬，並重新獲眾租客接納 於第15集發現白牡丹的屍體 於第16集從高明口中得知關一夫隱瞞菲臘費查之下落，並以鴉片酊代替頭痛藥給自己服用，並誤會關一夫為開膛手而一度反目 於第17集指控白羅拔模仿開膛手殺死白牡丹 於第18集與關一夫解開誤會而和好，並得悉丁曉堯為菲臘費查之私生女 於第19集與焦范南茜及丁曉堯合作，而成功發現莊遜波特與煤油公司勾結之文件 於第20集發起靜坐抗議成功令莊遜波特下台，並令對方被送到法院審訊 於第21集與菲臘費查重逢，後查出喬百川模仿開膛手殺死影嵐以嫁禍給菲臘費查 於第22集提議丁曉堯跟隨自己一同過新生活，後收到開膛手的挑釁信 於第24集從丁曉堯之日記中發現端倪，後與丁曉堯及游池合作揭穿魏素嘉殺害喬百川及將狄德英開膛 於第25集從熊財手上取回真正之鼠疫疫苗，成功救活油麻地居民                                                        |
| 陳松伶          | 鮑姝娣 | Judy Fletcher、爵士夫人、雀屎夫人、Madam（關一夫專用） 真正的‘福尔摩师奶’ 爵士夫人／租客 別名祖迪費查 女扮男裝時自稱Mr.Holmes 菲臘費查之妻，於第24集鬧翻 關一夫之前僱主 鮑妹娣之姊，並被其憎恨，後和好 華仁之大姨 華世傑之姨母 被狄德英針對，後和解並一同查案，後成為其師父 丁曉堯之繼母，视其为女儿般对待 與焦范南茜針鋒相對，在菲臘費查失蹤後和好並成為好友 被白威廉針對 白牡丹之朋友 懷疑喬百川與連環殺人案有關 多年前曾經小產 於第2集被懷疑與連環殺人案有關而被扣押淪為階下囚 於第3集因在扣留期間發生命案而間接證明與連環殺人案無關而釋放，後因同情丁曉堯而收養對方及帶同她投靠關一夫 於第5集與假扮成菲臘費查的趙風見面，期間被白羅拔等人追捕及槍擊，後得趙風捨身協助下令其能成功逃走 於第7集起在天后廟前代市民寫信及在榕樹頭說褔爾摩斯的故事賺錢 於第9集懷疑白威廉為開膛手 於第10集起懷疑菲臘費查才是真正之開膛手 於第11集發現魏素嘉是菲臘費查的情婦，後於第12集與其反目 於第12集獨自離開香廬，被關一夫及丁曉堯找到並勸說後返回香廬，並重新獲眾租客接納 於第15集發現白牡丹的屍體 於第16集從高明口中得知關一夫隱瞞菲臘費查之下落，並以鴉片酊代替頭痛藥給自己服用，並誤會關一夫為開膛手而一度反目 於第17集指控白羅拔模仿開膛手殺死白牡丹 於第18集與關一夫解開誤會而和好，並得悉丁曉堯為菲臘費查之私生女 於第19集與焦范南茜及丁曉堯合作，而成功發現莊遜波特與煤油公司勾結之文件 於第20集發起靜坐抗議成功令莊遜波特下台，並令對方被送到法院審訊 於第21集與菲臘費查重逢，後查出喬百川模仿開膛手殺死影嵐以嫁禍給菲臘費查 於第22集提議丁曉堯跟隨自己一同過新生活，後收到開膛手的挑釁信 於第24集從丁曉堯之日記中發現端倪，後與丁曉堯及游池合作揭穿魏素嘉殺害喬百川及將狄德英開膛 於第25集從熊財手上取回真正之鼠疫疫苗，成功救活油麻地居民                                                        |
| 譚焯升 （青年） | 關一夫 | 本剧亦正亦邪反派 寡佬、燕子 開膛手 英式管家／涼茶佬／租客 與王烈勾結 鮑姝娣之前管家，與其有感情線 鮑妹娣之初戀情人 譚龍、趙虎、馬豹之好友 高明之好友 曾經染上鴉片煙煙癮，後在高明協助下戒掉，之後一直協助油麻地居民戒鴉片煙 多年前被祖迪費查發現與鮑妹娣的關係後被其唆擺與鮑妹娣分手，後遭對方冒認寫分手信給鮑妹娣 因被菲臘費查陷害其抽鴉片煙，並指控其間接令祖迪費查小產，而遭解僱 於第3集與狄德英合作逼使白羅拔釋放被冤枉的祖迪費查，後被其帶同丁曉堯投靠 於第6集在祖迪費查與趙風見面期間被白羅拔等警察追捕時協助祖迪費查逃走 於第14集在喬百川協助下與祖迪費查一同開設管家訓練課程 於第15集被白牡丹發現與王烈勾結，並隱瞞菲臘費查的下落 於第16集因不滿被祖迪費查誤會而反目，後於第17集搬離香廬，於第18集和好 於第18集發現喬百川與王烈勾結 於第21集收買王烈到安南接菲臘費查回家，為了救菲臘費查而被喬百川槍傷腳踝 於第23集承認將陳茉蘭開膛 於第24集被通緝，後被熊財利用其利用鼠疫疫苗賺錢 於第25集從熊財手上取回真正之鼠疫疫苗，成功救活油麻地居民 |
| 黃智賢          | 關一夫 | 本剧亦正亦邪反派 寡佬、燕子 開膛手 英式管家／涼茶佬／租客 與王烈勾結 鮑姝娣之前管家，與其有感情線 鮑妹娣之初戀情人 譚龍、趙虎、馬豹之好友 高明之好友 曾經染上鴉片煙煙癮，後在高明協助下戒掉，之後一直協助油麻地居民戒鴉片煙 多年前被祖迪費查發現與鮑妹娣的關係後被其唆擺與鮑妹娣分手，後遭對方冒認寫分手信給鮑妹娣 因被菲臘費查陷害其抽鴉片煙，並指控其間接令祖迪費查小產，而遭解僱 於第3集與狄德英合作逼使白羅拔釋放被冤枉的祖迪費查，後被其帶同丁曉堯投靠 於第6集在祖迪費查與趙風見面期間被白羅拔等警察追捕時協助祖迪費查逃走 於第14集在喬百川協助下與祖迪費查一同開設管家訓練課程 於第15集被白牡丹發現與王烈勾結，並隱瞞菲臘費查的下落 於第16集因不滿被祖迪費查誤會而反目，後於第17集搬離香廬，於第18集和好 於第18集發現喬百川與王烈勾結 於第21集收買王烈到安南接菲臘費查回家，為了救菲臘費查而被喬百川槍傷腳踝 於第23集承認將陳茉蘭開膛 於第24集被通緝，後被熊財利用其利用鼠疫疫苗賺錢 於第25集從熊財手上取回真正之鼠疫疫苗，成功救活油麻地居民 |
| 王熙汶 （童年） | 丁曉堯 | 曉堯、堯堯 混血兒／洗衣女／英式管家／租客 菲臘費查之私生女 丁月之女 鮑姝娣之繼女，被其视为女儿般对待 暗戀游池，與其有感情線 魏素嘉之好友，後為情敵 白牡丹之朋友 因無法接受丁月被殺害的過程而患上間歇性失憶症，後每當見到血或大霧時會容易引發間歇性失憶症，於第25集得知丁月被殺的原因而康復 於第1集送寄錯的信給祖迪費查時遭其誤會自己企圖敲詐，後在回家期間發現丁月被殺而暈倒並失憶 於第3集被雲嫣指控其偷走妓院50元而迫其賣身還債，後得祖迪費查同情而幫其還錢給雲嫣，最後被其帶同一起投靠關一夫 於第6集起跟關一夫學習當管家 於第12集因得知魏素嘉是菲臘費查的情婦後與其反目，並且一手撕破她前往英國的船票 於第14集在農村重遇魏素嘉並向其道歉 於第18集從關一夫口中得悉自己之身世，後到莊遜波特的家中當女管家 於第19集協助祖迪費查找出莊遜波特與煤油公司勾結之文件 於第22集跟隨菲臘費查及祖迪費查返回維城之大宅生活 於第23集因看到狄德英被開膛的屍體後再次失憶 於第24集與祖迪費查合作揭穿魏素嘉之罪行 於第25集得知菲臘費查曾將丁月推開令其撞牆暈倒後被開膛手殺害而關係決裂，後跟隨祖迪費查一同在香廬生活 |
| 江嘉敏          | 丁曉堯 | 曉堯、堯堯 混血兒／洗衣女／英式管家／租客 菲臘費查之私生女 丁月之女 鮑姝娣之繼女，被其视为女儿般对待 暗戀游池，與其有感情線 魏素嘉之好友，後為情敵 白牡丹之朋友 因無法接受丁月被殺害的過程而患上間歇性失憶症，後每當見到血或大霧時會容易引發間歇性失憶症，於第25集得知丁月被殺的原因而康復 於第1集送寄錯的信給祖迪費查時遭其誤會自己企圖敲詐，後在回家期間發現丁月被殺而暈倒並失憶 於第3集被雲嫣指控其偷走妓院50元而迫其賣身還債，後得祖迪費查同情而幫其還錢給雲嫣，最後被其帶同一起投靠關一夫 於第6集起跟關一夫學習當管家 於第12集因得知魏素嘉是菲臘費查的情婦後與其反目，並且一手撕破她前往英國的船票 於第14集在農村重遇魏素嘉並向其道歉 於第18集從關一夫口中得悉自己之身世，後到莊遜波特的家中當女管家 於第19集協助祖迪費查找出莊遜波特與煤油公司勾結之文件 於第22集跟隨菲臘費查及祖迪費查返回維城之大宅生活 於第23集因看到狄德英被開膛的屍體後再次失憶 於第24集與祖迪費查合作揭穿魏素嘉之罪行 於第25集得知菲臘費查曾將丁月推開令其撞牆暈倒後被開膛手殺害而關係決裂，後跟隨祖迪費查一同在香廬生活 |
| 區明妙 （童年） | 魏素嘉 | 本剧第二大反派、临终前悔改 魏姑娘、魏小姐、素嘉豬女（蓮婆專用）、Sugar Ngai、喬夫人 開膛手 雕塑及繪畫藝術家／高級交際花／租客 菲臘費查之情婦 游池之暗戀對象 丁曉堯之好友，後為情敵 喬百川之養女，並被其操控 來港後便與父母居住在香廬 在父母去世後曾被賣到妓院當雛妓，當時因不願被侵犯而作出反抗並錯手把嫖客殺害，後得喬百川協助擺平事件，後跟隨他並被其虐待 於第4集登場 於第4集被疑似開膛手（實際是趙風，但自己並不知情）跟蹤時被李鐵及李莎平日賣藝用的飛標割傷肩膊 於第11集被祖迪費查和狄德英兩人發現自己是菲臘費查的情婦，後於第12集事件被公開於整個香廬後與丁曉堯及祖迪費查反目，並被鮑妹娣掌摑及斥責，更遭香廬眾租客鄙視，後離開香廬並暫住在蓮婆家中 於第14集重遇丁曉堯，並表示自己欲在農村重新開始，後拜託對方向其他人隱瞞自己的近況 於第15集被蓮婆交代其已被人擄走 於第17集交代其曾寫信通知菲臘費查及祖迪費查有人冤枉菲臘費查與海盜勾結，並勸二人盡快離開 於第18集被莊遜波特之手下捉走，後被喬百川救走及禁錮 於第19集被游池發現，後向對方說出其與喬百川之關係 於第20集以香廬新業主身份重返香廬，後命令眾租客盡快搬走，並即時趕走鮑妹娣一家 於第21集被喬百川命令槍殺菲臘費查，但最後反抗而被喬百川打暈，後得到游池及丁曉堯原諒並交還屋契予鮑妹娣，搬回香廬居住 於第22集殺死喬百川並開膛，後埋屍沙灘 於第23集被狄德英發現殺死喬百川後因不想坐監，與其拉扯期間被蓮婆誤會狄德英對自己有不軌企圖而殺死對方後，為保護蓮婆而將狄德英開膛，企圖嫁禍給開膛手 於第24集被祖迪費查揭穿其殺死喬百川及將狄德英開膛後被捕入獄，入獄後向鮑妹娣交代狄德英之遺言 於第24集中提到她與影嵐糾纏期間不慎推其跌下樓梯致死，之後她聽從喬百川意見對影嵐開膛 於第25集逃獄，後為保護油麻地居民而帶走熊財，並反鎖自己與熊財於貨倉內欲與其同歸於盡，並因欺騙熊財自己吞下貨倉鎖匙而被其勒死後遭其開膛 名字諧音：藝術家 |
| 陳 瀅           | 魏素嘉 | 本剧第二大反派、临终前悔改 魏姑娘、魏小姐、素嘉豬女（蓮婆專用）、Sugar Ngai、喬夫人 開膛手 雕塑及繪畫藝術家／高級交際花／租客 菲臘費查之情婦 游池之暗戀對象 丁曉堯之好友，後為情敵 喬百川之養女，並被其操控 來港後便與父母居住在香廬 在父母去世後曾被賣到妓院當雛妓，當時因不願被侵犯而作出反抗並錯手把嫖客殺害，後得喬百川協助擺平事件，後跟隨他並被其虐待 於第4集登場 於第4集被疑似開膛手（實際是趙風，但自己並不知情）跟蹤時被李鐵及李莎平日賣藝用的飛標割傷肩膊 於第11集被祖迪費查和狄德英兩人發現自己是菲臘費查的情婦，後於第12集事件被公開於整個香廬後與丁曉堯及祖迪費查反目，並被鮑妹娣掌摑及斥責，更遭香廬眾租客鄙視，後離開香廬並暫住在蓮婆家中 於第14集重遇丁曉堯，並表示自己欲在農村重新開始，後拜託對方向其他人隱瞞自己的近況 於第15集被蓮婆交代其已被人擄走 於第17集交代其曾寫信通知菲臘費查及祖迪費查有人冤枉菲臘費查與海盜勾結，並勸二人盡快離開 於第18集被莊遜波特之手下捉走，後被喬百川救走及禁錮 於第19集被游池發現，後向對方說出其與喬百川之關係 於第20集以香廬新業主身份重返香廬，後命令眾租客盡快搬走，並即時趕走鮑妹娣一家 於第21集被喬百川命令槍殺菲臘費查，但最後反抗而被喬百川打暈，後得到游池及丁曉堯原諒並交還屋契予鮑妹娣，搬回香廬居住 於第22集殺死喬百川並開膛，後埋屍沙灘 於第23集被狄德英發現殺死喬百川後因不想坐監，與其拉扯期間被蓮婆誤會狄德英對自己有不軌企圖而殺死對方後，為保護蓮婆而將狄德英開膛，企圖嫁禍給開膛手 於第24集被祖迪費查揭穿其殺死喬百川及將狄德英開膛後被捕入獄，入獄後向鮑妹娣交代狄德英之遺言 於第24集中提到她與影嵐糾纏期間不慎推其跌下樓梯致死，之後她聽從喬百川意見對影嵐開膛 於第25集逃獄，後為保護油麻地居民而帶走熊財，並反鎖自己與熊財於貨倉內欲與其同歸於盡，並因欺騙熊財自己吞下貨倉鎖匙而被其勒死後遭其開膛 名字諧音：藝術家 |
| 江琳浩 （童年） | 游 池  | 豆粉水 人力車伕／英式管家／租客 游俠、徐帶金之子 暗戀魏素嘉 丁曉堯之暗戀對象，與其有感情線 白牡丹之朋友 於第8集被王烈誤以為與鴉片被燒有關而被捉走，後在狄德英、關一夫及鮑妹娣協助下成功逃走 於第9集摘茶花時發現影嵐的屍體 於第14集報讀管家訓練課程 於第18集到喬百川家中擔任管家 於第19集在喬百川家中之地下室發現被禁錮之魏素嘉並得悉其身世 於第21集原諒魏素嘉 於第24集與祖迪費查一同發現喬百川之屍體，後合作揭發魏素嘉之罪行 於第25集感染鼠疫，後康復 名字諧音：油池 |
| 余德丞          | 游 池  | 豆粉水 人力車伕／英式管家／租客 游俠、徐帶金之子 暗戀魏素嘉 丁曉堯之暗戀對象，與其有感情線 白牡丹之朋友 於第8集被王烈誤以為與鴉片被燒有關而被捉走，後在狄德英、關一夫及鮑妹娣協助下成功逃走 於第9集摘茶花時發現影嵐的屍體 於第14集報讀管家訓練課程 於第18集到喬百川家中擔任管家 於第19集在喬百川家中之地下室發現被禁錮之魏素嘉並得悉其身世 於第21集原諒魏素嘉 於第24集與祖迪費查一同發現喬百川之屍體，後合作揭發魏素嘉之罪行 於第25集感染鼠疫，後康復 名字諧音：油池 |
| 盧宛茵          | 徐帶金 | 豆粉媽 租客 游俠之妻 游池之母 多次阻止游池出海尋找游俠 於第20集懷疑香德被熊財唆擺，後向關一夫告密 |
| 歐陽敬賢        | 華世傑 | 傑仔、傑傑、糯米雞 仁、鮑妹娣之子 菲臘費查之姨甥，與其不相識 鮑姝娣之姨甥 患有夢遊症及近視 於第5集被為向鮑妹娣報復的白羅拔派人擄走，後得喬百川協助下被救出 於第13集被熊財哄騙入妓院，並因飲醉酒爬出露臺危坐，後獲狄德英及關一夫合力下救出 於第25集感染鼠疫，後康復 |
| 邵卓堯          | 馬 友  | 友記 魚檔老闆／租客 林淑珍之夫 馬赤立之父 於第3集發現陳茉蘭之屍體 |
| 徐玟晴          | 林淑珍 | 馬友嫂 魚檔老闆娘／租客 馬友之妻 馬赤立之母 丁曉堯之好友 |
| 鄭佑南          | 馬赤立 | 魚毛 租客 馬友、林淑玲之子 經常欺負華世傑子 於笫7騙華世傑裝夢遊取維修費 於笫12集取去華世傑的燈令其被差點鮑妹娣歐打 |
| 陳榮峻          | 張十三 | 撻天叔 鐵匠／租客 張仕文之父 略懂英文 |
| 譚永浩          | 張仕文 | 薯嘜仔 租客 張十三之子 暗戀李莎 於第13集被發現染上神仙水毒癮前與李莎略有感情線 於第13集因飲用神仙水而染上毒癮，後被送到更練館接受戒毒治療，最終康復 |
| 冼灝英          | 李 鐵  | 鐵膽叔 賣藝藝人／租客 李莎之父 |
| 吳珮如          | 李 莎  | 沙煲妹 賣藝藝人／租客 李鐵之女 張仕文之暗戀對象情人 於第13集發現張仕文染上神仙水毒癮前與其略有感情線 於第14集報讀管家訓練課程 |
| 張韡騰          | 何有力 | 有力哥 餃子檔老闆／租客 姚一心之夫 |
| 黃穎君          | 姚一心 | 有力嫂 餃子檔老闆娘／租客 何有力之妻 於第20集宣佈懷有身孕，於第25集產子 於第22集被熊財脅持，後吊在即將通電的電纜上，幸得關一夫及時相救而平安無事 |
| 曾健明          | 蘇 發  | 飛髮佬 理髮師／租客 |
| 區靄玲          | 鄧 芳  | 芳姨 鮑妹娣之家傭 |

### 團防局／更練館
| 演員   | 角色   | 暱稱／關係 |
| 林韋辰 | 喬百川 | 本剧第三大反派 喬局紳 團防局局紳／富商 被祖迪費查接近調查 與白羅拔及熊財敵對 與莊遜波特勾結，後敵對 與王烈勾結，後被出賣 魏素嘉之養父，並操控其 游池之僱主 嫁禍游俠偷白米之主謀 因曾發現妻子出軌，而憎恨不守婦道的女人及妓女 陷害菲臘費查 強迫魏素嘉擔任交際花以方便替其收集富商及官員之情報 於第13集被關一夫利用抵制熊財，並成功令民望提高 於第14集協助祖迪費查及關一夫開設管家訓練課程，並於更練館開設戒毒所助居民戒毒 於第18集從莊遜波特手中救走魏素嘉，並將其禁錮 於第18集起利用祖迪費查對付莊遜波特 於第19集被魏素嘉向游池交代二人之關係 於第20集成為候任華民政務司，並打算迎娶魏素嘉 於第21集命令魏素嘉槍殺菲臘費查失敗後逃去，後被祖迪費查揭穿其殺死影嵐後嫁禍給菲臘費查 於第22集拐走魏素嘉後企圖殺死對方，但反被對方所殺及開膛並被埋屍沙灘，其屍體最終被狄德英發現 於第24集魏素嘉提到其曾建議魏素嘉對影嵐開膛以圖嫁禍菲臘費查 |
| 余應彤 | 連 二  | 團防局職員 喬百川之助手 |
| 魏惠文 | 魯天齊 | 齊哥 更練隊長 狄德英之上司 |
| 徐 榮  | 狄德英 | 狄水哥、狄練目、滴滴仔 更練練目 朱育、滕刁、黃閏及潘章之上司 谷琪之子 針對祖迪費查，後和解並一同查案，後拜其為師 與鮑妹娣有感情線 白羅拔之好友，後反目，最終和好 懷疑關一夫與開膛手連環殺人案有關 於第2集懷疑祖迪費查與殺人案有關而把其扣押 於第3集得知祖迪費查無辜後要求警方釋放其 於第11集發現魏素嘉是菲臘費查的情婦 於第17集拘捕白羅拔 於第18集獲團防局及白威廉頒獎以讚揚其成功拘捕白羅拔 於第20集收留被魏素嘉趕出香廬的鮑妹娣母子 於第22集發現關一夫的口琴內藏有刀，後在沙灘發現喬百川之屍體 於第23集因揭發魏素嘉殺害喬百川，後與對方對質時被蓮婆滅口並被魏素嘉開膛 |
| 易智遠 | 滕 刁  | 籐條 更練 狄德英之下屬 名字諧音及暱稱同：籐條 |
| 戴耀明 | 朱 育  | 豬肉 更練 狄德英之下屬 名字諧音及暱稱同：豬肉 |
| 關梓陽 | 黃 閏  | 更練 狄德英之下屬 |
| 李興華 | 潘 章  | 更練 狄德英之下屬 |
| 鄭雋熹 |        | 更練 狄德英之下屬 |

### 總緝捕署
| 演員           | 角色        | 暱稱／關係 |
| 郭栢榮         | 白威廉      | William White 巡警道 英國人 白羅拔之叔父，看不起對方 與王烈勾結 菲臘費查之學弟，與對方表面友好，實為不和 童年英國貧民窟白教堂附近居住，並以屠宰家豬為生 於第1集收到指控菲臘費查與趙風勾結的告密信，後發出通緝令通緝菲臘費查 於第10集因在影嵐被殺的兇案現場發現菲臘費查之眼鏡而指控對方是開膛手，並揭穿之前所發現燒焦的屍體並不是菲臘費查，後再次發通緝令通緝對方 |
| 杜大偉         | 白羅拔      | 本剧第四大反派、后悔改 Robert White、白警司、羅拔Sir、牛雜仔 開膛手 警司／前更練／前牛雜檔伙計 中英混血兒 白威廉之侄，被其看不起 暗戀白牡丹 視熊財為恩人，後與其勾結，最終反目 狄德英之好友，已反目，最終和好 於第4集被白威廉施壓而欺壓油麻地的居民及店家 於第5集不滿鮑妹娣收留祖迪費查而派人捉走華世傑作為報復，並要脅鮑妹娣協助監視祖迪費查 於第7集協助熊財搶走王烈在碼頭的一半話事權 於第15集被熊財在其酒中加入神仙水令其產生幻覺而錯手殺死白牡丹 於第16集被祖迪費查指控模仿開膛手殺死白牡丹 於第17集向狄德英自首後被對方拘捕 於第18集在獄中因受到熊財刺激而自殺，後獲高明救回其性命 於第23集在監獄內與囚犯打架贏錢後買牛雜麵給狄德英作最後告別 名字諧音：白蘿蔔 |
| Jeremy Gillman | Chamberlain | 警司 英國人 於第16集起接替白羅拔職務 |
| 黃得生         | 張志季      | 便衣警察 白威廉、白羅拔、Chamberlain之下屬 被白羅拔派往監視祖迪費查 於第25集在油麻地強行捉走患有鼠疫之居民 |
| 范仲恒         | 袁 強       | 便衣警察 白威廉、白羅拔、Chamberlain之下屬 被白羅拔派往監視祖迪費查 於第25集在油麻地強行捉走患有鼠疫之居民 |
| 王致狄         |             | 軍裝警察／獄卒 |
| 江富強         | 刀 疤       | 軍裝警察／獄卒 威之父 於第25集在派飯期間遭女囚犯打暈 |
| 李嘉晉         |             | 白羅拔之手下 |
| 林宥喬         |             | 白羅拔之手下 |
| 陳彼得         |             | 摩羅差 |

### 雄才船運公司／仙壽長生店
| 演員   | 角色   | 暱稱／關係 |
| 鄭敬基 | 熊 財  | 本剧终极大反派 陰司財 開膛手 船運公司老闆／碼頭幫會大佬／殯儀業龍頭 與王烈敵對 白羅拔之恩人，後勾結，最後反目 周若玫之夫 當年妻子被打劫時被賊人用刀刺中肚而失去胎兒，因此同情孤兒及來自單親家庭的小孩 多年前協助剛喪母的白羅拔渡過難關 於第5集登場 於第7集在白羅拔幫助下奪去王烈在碼頭的一半泊位 於第9集開設船運公司 於第13集因販賣神仙水令眾多街坊染上毒癮，因此與喬百川及關一夫等人起衝突 於第14集發現鮑妹娣曾偷走陪葬品，後要脅其引開狄德英並派人在更練館放火 於第15集被關一夫及王烈插贓嫁禍偷陪葬品而被拘捕，後被王烈交代已獲釋，後在白羅拔的酒中加入神仙水令其產生幻覺而錯手殺死白牡丹，企圖要脅其 於第21集與喬百川勾結而捉走菲臘費查 於第22集假冒開膛手寫挑釁信給菲臘費查 於第24集分別利誘關一夫及高明合作，利用鼠疫疫苗賺錢，後再次假冒開膛手寫挑釁信給菲臘費查 於第25集散播鼠疫病毒，企圖以手上之疫苗圖利，後被祖迪費查命令交出真正的疫苗後逃去並被魏素嘉帶走，被其反鎖於貨倉內，並被其欺騙以為貨倉鎖匙在其體內而勒死其並開膛，後因魏素嘉屍首而被引來的一群老鼠襲擊，最后被拘捕 名字諧音：雄才 |
| 崔錦棠 | 掟口錢 | 熊財之頭馬 |
| 盧峻峯 | 咸濕傑 | 熊財之頭馬 |
| 曾海昌 |        | 熊財之手下 於第5集受熊財指使拐走華世傑 於第14集受熊財指使在更練館放火（第5、11-15集） |
| 趙樂賢 | 譚 龍  | 駝背龍 船運公司苦力 關一夫之好友 於第5集與關一夫、馬豹及趙虎利用爆竹嚇走王烈及其手下，並利用穿雲箭襲擊白羅拔等人，並間接令載有鴉片的貨船被燒毀 於第7集被王烈發現鴉片船被燒毀的原因而被其捉走，並被虐打及拷問 於第8集在狄德英、關一夫及鮑妹娣協助下成功逃走 於第25集幫祖迪費查找到關一夫 |
| 湯俊明 | 趙 虎  | 多口虎 船運公司苦力 關一夫之好友 於第5集與關一夫、譚龍及馬豹利用爆竹嚇走王烈及其手下，並利用穿雲箭襲擊白羅拔等人，並間接令載有鴉片的貨船被燒毀 於第7集被王烈發現鴉片船被燒毀的原因而被其捉走，並被虐打及拷問 於第8集在狄德英、關一夫及鮑妹娣協助下成功逃走 |
| 陳俊堅 | 馬 豹  | 孱仔豹 船運公司苦力 關一夫之好友 於第5集與關一夫、譚龍及趙虎利用爆竹嚇走王烈及其手下，並利用穿雲箭襲擊白羅拔等警察，並間接令載有鴉片的貨船被燒毀 於第7集被王烈發現鴉片船被燒毀的原因而被其捉，並被虐打及拷問 於第8集在狄德英、關一夫及鮑妹娣協助下成功逃走 於第15集因飲用神仙水而與關一夫爭執，後突然吐血暴斃 於第18集交代其之前為配合關一夫之計劃而假死，並誤導居民神仙水是用屍水製造，從而令居民對神仙水產生恐懼以打擊熊財之毒品生意 |
| 李海生 | 張 伯  | 義莊及墓地負責人（第11、14集） |

### 鏡海妓院
| 演員   | 角色   | 暱稱／關係 |
| 吳香倫 | 雲 嫣  | 雲嫣姐 鏡海妓院老闆娘 丁月之前競爭對象 春梅、楚君、陳茉蘭、白牡丹之老闆 於第3集冤枉丁曉堯偷走50元而強迫其賣身還債，後因祖迪費查替其還錢而放走丁曉堯 於第25集感染鼠疫 |
| 莊思明 | 白牡丹 | 牡丹姐、白姑娘 妓女 丁曉堯及祖迪費查之好友 白羅拔之暗戀對象 游池之好友及乘客 與高明有感情線 於第3集登場 於第3集目睹雲嫣強迫丁曉堯當妓女後出言阻止，並指責其曾多次逼良為娼 於第9集與白威廉見面期間被玻璃弄傷 於第13集因被白羅拔哄騙飲用加入了神仙水的酒而差點遭對方借意侵犯，幸得高明及時發現及阻止 於第15集發現關一夫與王烈勾結，後提醒祖迪費查提防關一夫，最後被誤服神仙水的白羅拔錯手殺死，並遭其開膛，遭開膛的屍體被祖迪費查發現 於第16集被祖迪費查發現已懷有高明之胎兒並正服用安胎藥 |
| 劉嘉琪 | 陳茉蘭 | 小木蘭 妓女 有吸鴉片煙習慣 於第3集被關一夫指在其溺斃後被對方模仿開膛手將其開膛（第2-4集） |
| 吳嘉儀 | 楚 君  | 妓女 |
| 尹詩沛 | 春 梅  | 妓女 |
| 張詩欣 | 芊 芊  | 妓女 |
| 葉家泓 |        | 妓院雜工（第2-4集） |
| 王 瑋  | 金 枝  | 妓女／肺癆病人 高明之病人及人體試藥對象 丁月之好友 於第1集將含鼠疫試驗疫苗之麵包給丁月，間接令對方遭高明殺死 於第4集病逝（第2集） |

### 德林涼果店
| 演員   | 角色   | 暱稱／關係 |
| 關偉倫 | 李德林 | 林伯 德林涼果店老闆 關一夫之生意拍檔 張光及陳堅之老闆 讓關一夫在店中售賣加有鴉片酊的涼茶，從而協助居民戒鴉片煙癮（第4、10-11集） |
| 盧偉文 | 張 光  | 光仔 德林涼果店伙計 關一夫之好友                                                                                                 |
| 何偉業 | 陳 堅  | 阿堅 德林涼果店伙計 關一夫之好友                                                                                                 |
| 黃智賢 | 關一夫 | 寡佬 李德林之生意拍檔 張光及陳堅之好友 在涼果店兼賣涼茶，並售賣加有鴉片酊的涼茶協助居民戒鴉片煙癮 參見天井屋「香廬」             |

### 其他演員
| 演員   | 角色        | 暱稱／關係 |
| 陳嘉輝 | 高 明       | 本剧幕后大反派 高醫生、高明大夫 開膛手 醫生／解剖師 關一夫之好友 第一位開膛手 與白牡丹有感情線 金枝之主診醫生，利用對方作人體鼠疫疫苗試驗 多年前協助關一夫戒掉鴉片煙 向關一夫的涼茶店提供鴉片酊，以協助街坊戒掉鴉片煙癮 在德林涼果店所設的地下室進行鼠疫疫苗研究 於第1集為隱瞞自己以人體試驗疫苗成效而錯手殺死丁月並開膛 於第4集登場 於第10集重新檢驗在船上發現以為是菲臘費查燒焦的屍骸，後證實屍體並非菲臘費查 於第15集誤會白牡丹為錢而與白羅拔發生關係 於第16集告訴祖迪費查曾在白牡丹中得知關一夫與王烈勾結 於第17集得知白牡丹懷有二人之胎兒，對方更因此被誤服神仙水的白羅拔殺害 於第18集到獄中替自殺不遂的白羅拔急救 於第24集成功研製鼠疫疫苗，後被熊財利誘其利用鼠疫疫苗賺錢 於第25集被熊財搶走真正的疫苗並禁錮，後寫遺書後吊頸畏罪自殺 |
| 布偉傑 | 菲臘費查    | Philip Fletcher、廢柴爵士、菲臘廢柴 爵士／華民政務司 丁月之舊情人 丁曉堯之父 祖迪費查之夫，於第24集鬧翻 鮑妹娣之姐夫 魏素嘉之情夫 關一夫之前僱主，後為情敵 趙風之患難之交兼救命恩人 白威廉之學長，與其表面友好，實為不和 被莊遜波特及喬百川陷害 大學時期曾修讀解剖學 於第1集被白威廉指與趙風勾結後為逃避追捕帶同祖迪費查到油麻地暫避，卻失蹤 於第3集因被指勾結海盜而被警方通緝 於第6集被關一夫及祖迪費查刻意使用趙風的屍體來誤導眾人及喬百川以為自己已死亡 於第10集被發現仍然在世，並被白威廉指控是開膛手，後再度被警方通緝 於第11集被祖迪費查和狄德英發現與魏素嘉的關係 於第15集被祖迪費查發現其送給魏素嘉的屋契曾被動手腳 於第21集被王烈由安南接回油麻地，後被熊財捉拿並遭喬百川命令的魏素嘉射殺，幸得關一夫及時相救而脫險，最終洗脫其勾結海盜之罪名 於第24集通緝關一夫 於第25集告訴祖迪費查及丁曉堯有撞暈丁月後被祖迪費查提出分開，並被其要求不要再找其及丁曉堯 |
| 楊卓娜 | 焦范南茜    | Nancy 華人同心福利會永遠榮譽主席 丈夫於多年前去世 與祖迪費查針鋒相對，在菲臘費查失蹤後與其和好 於第7集告知祖迪費查自己在亡夫中得知白威廉與菲臘費查的真正關係 於第16集與女扮男裝的祖迪費查一同到鏡海妓院查案 於第19集與祖迪費查及丁曉堯合作，令祖迪費查成功發現莊遜波特與煤油公司勾結之文件 |
| 吳瑞庭 | 王 烈       | 烈爺 船運及貨倉老闆／碼頭幫會大佬 與熊財敵對 與白威廉勾結 與關一夫勾結 與喬百川及莊遜波特勾結，後反目 多年前受喬百川指使陷害游俠劫走白米 於第7集被熊財搶走碼頭一半話事權，後發現鴉片船被燒毀的原因而捉走譚龍、馬豹及趙虎到貨倉虐打及拷問 於第8集懷疑游池與鴉片被燒案有關捉走其 於第15集以高明的安危要脅白牡丹勸服白羅拔不要再與熊財合作 於第19集被關一夫發現其與莊遜波特及喬百川勾結 於第21集被關一夫收買而將菲臘費查由安南接回油麻地 |
| 楊依依 | 蓮 婆       | 油麻地街坊 居於芒角村 誤認魏素嘉為其孫女 於第2集登場 於第12集起收留魏素嘉在家中暫住 於第15集告訴祖迪費查及丁曉堯魏素嘉已被人擄走 於第19集被喬百川以其安危要脅魏素嘉 於第21集與魏素嘉重聚 於第23集因誤會狄德英對魏素嘉有不軌企圖，為了保護魏素嘉突然狂性大發，並用菜刀殺死狄德英 於第24集被捕 於第25集在獄中離世 |
| 紀保羅 | 莊遜波特    | Mr. Potter、波特先生 輔政司 丁曉堯之僱主 與王烈及喬百川勾結，後被喬百川背叛 與菲臘費查敵對 與煤油公司勾結 於第8集登場 於第17集被懷疑為陷害菲臘費查的主腦 於第18集捉拿魏素嘉，但後對方被喬百川帶走 於第19集被祖迪費查發現與煤油公司勾結之文件 於第20集被交代其被停職調查，最後更被送上法庭審訊 |
| 楊證樺 | 趙 風       | 超風船長 船長／海盜頭目 被白威廉認為與菲臘費查勾結，實為遭莊遜波特及喬百川陷害 菲臘費查之患難之交兼救命恩人 為能與祖迪費查見面而假扮菲臘費查，從而引誘祖迪費查 於第3集登場 於第6集成功與祖迪費查見面，並告訴其與菲臘費查為遭人陷害，期間被白羅拔槍傷，最後在船上被烧死，被狄德英在船上發現其被燒焦的屍體，屍體被誤認是菲臘費查 於第21集交代因菲臘費查成功翻案而洗脫劫走鴉片之罪名 |
| 王綺琴 | 丁 月       | 前妓女／洗衣工 菲臘費查之舊情人 丁曉堯之母 金枝之好友 多年前因不想丁曉堯遭人話柄而改當洗衣工 於第1集被丁曉堯發現被第一位開膛手（高明）殺害（第1集），第25集由高明交代 |
| 程可為 | 谷 琪       | 谷姑 天后廟廟祝 狄德英之母 於第2集登場 |
| 陳勉良 | 陳志成      | 豬肉成 豬肉檔檔主 |
| 沈可欣 | 李貴萍      | 芥蘭萍 菜檔檔主 |
| 陳狄克 | 牛大根      | 大根叔 牛雜麵檔檔主 |
| 羅 鴻  | 宋仁忠      | 栗子忠 栗子檔檔主 |
| 陳富勝 | 田國佳      | 金然靴鞋店老闆 |
| 曾琬莎 | 許安娜      | Anna 費查府女管家 於第2集騙走祖迪費查的戒指後押給當鋪拿錢到賭檔，並嫁禍關一夫 於第3集被白羅拔交代已偷走祖迪費查所有財產後逃走（第1-2、6-7集） |
| 曾慧雲 | 陳師奶      | 油麻地街坊（第1-3、10、18、20-21、25集） |
| 潘冠霖 | 霍 太       | 貴婦（第1、7-8、17集） |
| 周寶霖 | 趙 太       | 貴婦（第1、7-8、17集） |
| 馮康寧 | 霍 生       | 紳士（第1、8、17集） |
| 張國雄 | 趙 生       | 紳士（第1、8、17集） |
| 邵展鵬 |             | 記者（第1、3、10、13、20-21集） |
| 李顯曜 |             | 記者（第1、3、10、13、20-21集） |
| 陳嘉慧 |             | 記者（第1、3、10、13、20-21集） |
| 朱樂洺 | 泰          | 費查府男官家 於第3集指證菲臘費查勾結海盜（第1、3集） |
| 羅泳嫻 |             | 華籍女子（第1集） |
| 彭翔翎 |             | 女僕（第1、7集） |
| 梁百川 |             | 侍從（第1集） |
| 吳子冲 | 鄧 生       | 紳士（第1集） |
| 黎寬怡 | 陳 太       | 貴婦（第1集） |
| 田宇軒 | 威          | 小孩 油麻地之街坊 經常欺負華世傑（第1、5集） |
| 周麗欣 |             | 女囚犯（第2集） |
| 陳婉婷 |             | 女囚犯（第2集） |
| 溫裕紅 |             | 女囚犯（第2集） |
| 莫偉文 |             | 驗屍官（第2、4集） |
| 鄧永健 | 豪          | 王烈之頭馬 於第5集登場 |
| 伍禮騫 | 炳          | 王烈之頭馬 於第5集登場 |
| 程浩駿 |             | 王烈之手下（第5-8集） |
| 鄒兆霆 |             | 王烈之手下（第5-8、13集） |
| 黃耀煌 | 賭 鬼       | 關一夫之好友（第6、8集） |
| 吳展驊 | 煙 鬼       | 關一夫之好友（第6、8、25集） |
| 譚偉權 | 仁          | 鮑妹娣之亡夫 華世傑之亡父 祖迪費查之亡妹夫 因好賭而欠下巨債 數年前被追債的古惑仔錯手殺死（第6集） |
| 區軒瑋 |             | 講故佬（第7、20集） |
| 李啟傑 | 游 俠       | 海盜／俠盜 徐帶金之夫 游池之父 多年前被王烈指控劫走白米後失蹤，實為被喬百川與王烈陷害 於第21集交代其曾在安南救起因風暴而墮海的菲臘費查 多年前因救遇風暴而墮海的同伴而死，後獲菲臘費查替其平反而洗脫當年劫走白米的罪名（第7集） |
| 林景程 | 陳 福       | 乞兒陳、陳仔 關一夫、譚龍、馬豹、趙虎之好友 於第8集向關一夫指出譚龍等人被禁錮的位置 於第10集因被英國人冤枉殺死一名英國人而遭槍斃（第8、10-11集） |
| 司徒暉 | 送貨仔      | 關一夫、譚龍、馬豹、趙虎之好友（第8集） |
| 林浩文 |             | 王烈之手下（第8、13集） |
| 蘇逴殷 |             | 王烈之手下 於第25集背叛王烈，協助熊財在散播鼠疫病毒並散播香廬藏有真正疫苗之謠言，後被譚龍及馬虎捉拿而向眾居民說出真相（第8、25集） |
| 樓嘉豪 |             | 王烈之手下（第8集） |
| 余富根 |             | 王烈之手下（第8集） |
| 周嘉全 |             | 王烈之手下（第8集） |
| 何晉樂 |             | 王烈之手下（第8集） |
| 簡家麒 |             | 王烈之手下（第8集） |
| 鄭雋熹 |             | 王烈之手下（第8集） |
| 葉蒨文 | 影 嵐       | 詠紅樓妓女 於第9集被游池發現被開膛手殺死 於第21集查出其是遭為嫁禍菲臘費查而模仿開膛手的喬百川殺害 於第24集魏素嘉提到她曾與其糾纏期間不慎把其推跌下樓梯致死，之後被喬百川指示她對其開膛（第9-10、21集） |
| 陳戩浩 |             | 海盜 於第10集被槍斃 |
| 馮素波 | 陳大媽      | 陳褔之母（第10集） |
| 黃梓瑋 |             | 油麻地街坊（第10集） |
| 李沁芯 | Mrs. Potter | 莊遜波特之妻（第11、17-19集） |
| 馮奕森 |             | 殺手（第11集） |
| 邱芷微 |             | 英皇神秘畫廊店員，實為高級交際花聯絡人（第11集） |
| 游莨維 |             | 圖書館管理員（第12集） |
| 莫家淦 |             | 貴利（第12-13集） |
| 李善   |             | 貴利（第12-13集） |
| 吳天佑 |             | 神仙水小販（第13、15集） |
| 焦浩軒 | 梁永康      | 康仔 道友 於第14集到戒毒所戒毒 於第15集因更練館遭縱火而被燒死（第13-15集） |
| 鄧嘉傑 |             | 川米行伙計（第13集） |
| 繆家慶 |             | 道友／川米行伙計（第13-15集） |
| 蘇恩磁 | 康 媽       | 梁永康之母（第14-15集） |
| 孟希璘 |             | 管家訓練課程學員（第14、17集） |
| 陳諾忠 |             | 莊遜波特之手下（第17-21集） |
| 祝文君 | 崔管家      | 喬百川大宅之管家（第17-21集） |
| 蕭徽勇 | 香 德       | 德仔 香張玉翠之子 香廬之業主 與熊財合謀，取回香廬業權後將香廬賣給對方 於第20集偽造其母之遺囑，以強迫鮑妹娣交還香廬之屋契，雖奸計被祖迪費查拆穿，但最終仍得到鮑妹娣交還香廬之屋契（第19-20集） |
| 利穎怡 |             | 護士（第21集） |
| 梁雯蔚 |             | 護士（第21集） |
| 蘇麗明 | 群          | 菲臘費查大宅之新管家（第22、24集） |
| 羅永健 |             | 船家（第22集） |
| 黃煒溏 | 南          | 囚犯（第23、25集） |
| 丁樂鍶 | 周若玫      | 熊財之前妻 曾被山賊打劫而被刺中腹部而令其小產 多年前拋棄熊財獨自到上海與一名醫學教授結婚生子（第25集） |
| 梁珈詠 |             | 女囚犯 於第25集打暈警察後帶領一眾女囚犯逃獄（第25集） |

### 案件死者、兇手及開膛手一覽表
| 案件 | 死者   | 兇手   | 開膛手 | 備註                                                   |
| 01   | 丁 月  | 高 明  | 高 明  | 取走胃部及腸                                           |
| 02   | 陳茉蘭 | 有爭議 | 關一夫 | 取走肺部及胃部                                         |
| 03   | 影 嵐  | 魏素嘉 | 魏素嘉 | 被喬百川指使開膛，被祖迪費查誤以為喬百川為兇手及開膛手 |
| 04   | 白牡丹 | 白羅拔 | 白羅拔 | 取走胎兒                                               |
| 05   | 喬百川 | 魏素嘉 | 魏素嘉 | -                                                      |
| 06   | 狄德英 | 蓮 婆  | 魏素嘉 | -                                                      |
| 07   | 魏素嘉 | 熊 財  | 熊 財  | -                                                      |

## 收視

### 香港
本劇於香港無綫電視翡翠台及myTV SUPER7日跨平台總收視之紀錄：
| 週次 | 集數  | 日期                  | 收視率 | 備註                   |
| 1    | 1-5   | 2019年2月25日-3月1日  | 24點   | 星期一至五總收視24.2點 |
| 2    | 6-10  | 2019年3月4日-3月8日   | 24點   | 星期一至五總收視23.8點 |
| 3    | 11-15 | 2019年3月11日-3月15日 | 23點   | 星期一至五總收視23點   |
| 4    | 16-20 | 2019年3月18日-3月22日 | 24點   | 星期一至五總收視23.6點 |
| 5    | 21-25 | 2019年3月25日-3月29日 | 25點   | 星期一至五總收視25.2點 |
| 全劇 | 全劇  | 全劇                  | 24點   | 全劇平均總收視23.96點  |

### 澳門
本劇於澳門TVB Anywhere7日總收視之紀錄： 
| 週次 | 集數  | 日期                  | 收視率 | 備註                   |
| 1    | 1-5   | 2019年2月25日-3月1日  | 16點   | 星期一至五總收視16.1點 |
| 2    | 6-10  | 2019年3月4日-3月8日   | 16點   | 星期一至五總收視16.0點 |
| 3    | 11-15 | 2019年3月11日-3月15日 | 16點   | 星期一至五總收視15.5點 |
| 4    | 16-20 | 2019年3月18日-3月22日 | 16點   | 星期一至五總收視15.8點 |
| 5    | 21-25 | 2019年3月25日-3月29日 | 17點   | 星期一至五總收視16.9點 |
| 全劇 | 全劇  | 全劇                  | 16點   | 全劇平均總收視16.1點   |

## 獎項

### 萬千星輝頒獎典禮2019
| 年份               | 獎項                       | 單位 | 結果 |
| ------------------ | -------------------------- | ---- | ---- |
| 2019               |                            |      |      |
| 最佳劇集           | 福爾摩師奶                 | 提名 |      |
| 最佳女主角         | 鮑姝娣（陳松伶 飾）        | 提名 |      |
| 最受歡迎電視女角色 | 丁曉堯（江嘉敏 飾）        | 提名 |      |
| 最佳男配角         | 狄德英（徐榮 飾）          | 提名 |      |
| 最佳女配角         | 魏素嘉（陳瀅 飾）          | 提名 |      |
| 最佳女配角         | 丁曉堯（江嘉敏 飾）        | 提名 |      |
| 最受歡迎電視歌曲   | 暗中愛我（主唱：吳若希）   | 提名 |      |
| 最受歡迎電視歌曲   | 有我便有你（主唱：陳松伶） | 提名 |      |

## 記事
- 2018年2月26日：本劇於13:00在將軍澳工業邨駿才街77號電視廣播城一廠Common Room舉行試造型記者會及拜神儀式。
- 2019年2月24日：此劇於12:30在上環德輔道中323號西港城二樓會所1號•大舞臺舉行「歡迎First Lady」宣傳活動。
- 2019年2月24日：《福爾摩師奶 奇案序章》於星期日22:30-23:00播出，監製張志明，編審鄭開宇。
- 2019年3月3日：此劇於14:30在紅磡置富都會7樓大堂舉行「偵探育成之路」宣傳活動。
- 2019年3月13日：此劇於15:00在九龍灣啟業道18號啟業商場地下舉行「市井有寶 人情處處」宣傳活動。
- 2019年3月23日：此劇於12:30在將軍澳電視廣播城二廠外玻璃天幕下至尖沙咀彌敦道一帶舉行「全城緝兇」花車巡遊宣傳活動。

## 軼事
- 此劇是2019無綫月曆作品之一。
- 此劇是陳松伶、陳瀅及楊卓娜繼《全職沒女》後再度合作。
- 此劇是黃智賢、江嘉敏、盧宛茵及王綺琴繼《親親我好媽》後再度合作。
- 此劇郭栢榮飾演的白威廉、楊依依飾演的蓮婆及紀保羅飾演的莊遜波特多次出現並算為較重要角色，但片尾演員名單始終沒有提及三人。
- 劇中陳煒與歐陽敬賢飾演兩母子，而劇集拍攝完畢後兩人隨著上契。
- 此劇是郭栢榮在無綫電視的告別作。

## 歷史考證
- 劇中的情節包括：
  - 開膛手傑克於1888年犯案，劇集提及犯案是在約20年前；
  - 出現吳松街的原名堅尼地街，該街道於1887年建成，並於1909年改為吳淞街，後政府將錯就錯將吳淞街改為吳松街；
  - 出現「巡警道」的職銜，該職銜於1909年至1916年期間使用；
  - 因此，可推算劇中時代為1909年。
- 但以下歷史事件都不符當時的時代：
  - 劇中第2集，於警署「巡警道」白威廉之房間中掛著佐治五世之相片，但現實中佐治五世於1910年5月6日繼位。
  - 劇中的「油麻地」正爭取電力供應，但現實中的油麻地於1903年已由中華電力提供電力供應。
  - 劇中出現「華民政務司」的職銜，於1913年才開始使用。此前的職銜為「撫華道」，由「總登記官」兼任。
  - 劇中的華人角色喬百川（林韋辰飾）於第20集成為候任華民政務司，但戰前香港政府的高級官員均由英國人擔任，不可能委任華人。而此職位的首位華人為1977年上任的李福逑（民政司）。
  - 配合劇情需要，劇中的「華民政務司」、「巡警道」及「輔政司」分別由虛構人物菲臘費查（布偉傑飾）、白威廉（郭栢榮飾）及莊遜波特（紀保羅飾）擔任。現實中當時的「總登記官兼撫華道」、「巡警道」及「輔政司」分別由蒲魯賢、畢利及梅含理擔任。
  - 劇中油麻地警署內部的場景，牆上掛上了一幅劃上九廣鐵路（英段）（今港鐵東鐵線）路線的地圖，但九廣鐵路（英段）應在1910年才通車。

## 備註
1. ↑  關一夫曾稱目睹陳茉蘭吸毒後意外墜海，嘗試落水拯救其但不成功，最終溺斃。惟第25集最後一幕關一夫在被要求落水救人時卻自稱不懂游泳。真相有兩個可能性：
  - 關一夫一直以來都不懂游泳，所以陳茉蘭並非墮海溺斃，而是被關一夫殺害
  - 關一夫並無說謊，只是因腳部傷患不便落水，才稱不懂游泳

## 外部連結
- 《危城First Lady》新劇特搜 - TVBUSA （页面存档备份，存于）
- 《福爾摩師奶》女福爾摩斯偵奇案　身邊友好是敵是友？ - TVB Weekly （页面存档备份，存于）

## 電視節目的變遷

### 港澳播放
| 香港 無綫電視翡翠台／ 澳門TVB Anywhere翡翠台 星期一至五 21:30-22:30 | 香港 無綫電視翡翠台／ 澳門TVB Anywhere翡翠台 星期一至五 21:30-22:30 | 香港 無綫電視翡翠台／ 澳門TVB Anywhere翡翠台 星期一至五 21:30-22:30 |
| ------------------------------------------------------------------- | ------------------------------------------------------------------- | ------------------------------------------------------------------- |
|                                                                     | 福爾摩師奶 （2019.02.25 - 2019.03.29）                              |                                                                     |
| 有個大老千 （2019.01.14 - 2019.02.23）                              | 鐵探 （2019.04.01 - 2019.05.10）                                    |                                                                     |

| 美国 TVBe 星期一至五 黃金劇場 時段 16:00-17:00 | 美国 TVBe 星期一至五 黃金劇場 時段 16:00-17:00 | 美国 TVBe 星期一至五 黃金劇場 時段 16:00-17:00 |
| ---------------------------------------------- | ---------------------------------------------- | ---------------------------------------------- |
|                                                | 福爾摩師奶 （2019.02.25 - 2019.03.29）         |                                                |
| 有個大老千 （2019.01.14 - 2019.02.23）         | 鐵探 （2019.04.01 - 2019.05.10）               |                                                |

### 港澳以外地方播放
| 新加坡、 马来西亚 翡翠台 星期一至五 21:30 - 22:30 | 新加坡、 马来西亚 翡翠台 星期一至五 21:30 - 22:30 | 新加坡、 马来西亚 翡翠台 星期一至五 21:30 - 22:30 |
| ------------------------------------------------- | ------------------------------------------------- | ------------------------------------------------- |
|                                                   | 福爾摩師奶 （2019.02.25 - 2019.03.29）            |                                                   |
| 有個大老千 （2019.01.14 - 2019.02.23）            | 鐵探 （2019.04.01 - 2019.05.10）                  |                                                   |

| 马来西亚 Astro AOD、Astro AOD HD 星期一至五 21:30 - 22:30 | 马来西亚 Astro AOD、Astro AOD HD 星期一至五 21:30 - 22:30 | 马来西亚 Astro AOD、Astro AOD HD 星期一至五 21:30 - 22:30 |
| --------------------------------------------------------- | --------------------------------------------------------- | --------------------------------------------------------- |
|                                                           | 福爾摩師奶 （2019.02.25 - 2019.03.29）                    |                                                           |
| 有個大老千 （2019.01.14 - 2019.02.23）                    | 鐵探 （2019.04.01 - 2019.05.10）                          |                                                           |

| 新加坡 HUB戲劇首選 星期一至五 21:30 - 22:30 | 新加坡 HUB戲劇首選 星期一至五 21:30 - 22:30 | 新加坡 HUB戲劇首選 星期一至五 21:30 - 22:30 |
| ------------------------------------------- | ------------------------------------------- | ------------------------------------------- |
|                                             | 福爾摩師奶 （2019.02.25 - 2019.03.29）      |                                             |
| 有個大老千 （2019.01.14 - 2019.02.23）      | 鐵探 （2019.04.01 - 2019.05.10）            |                                             |

| 澳洲 無綫翡翠台 星期二至六 21:30 - 22:30 | 澳洲 無綫翡翠台 星期二至六 21:30 - 22:30 | 澳洲 無綫翡翠台 星期二至六 21:30 - 22:30 |
| ---------------------------------------- | ---------------------------------------- | ---------------------------------------- |
|                                          | 福爾摩師奶 （2019.02.26 - 2019.03.30）   |                                          |
| 有個大老千 （2019.01.15 - 2019.02.24）   | 鐵探 （2019.04.02 - 2019.05.11）         |                                          |

| 新加坡 HUB娛家戲劇台 劇集首映 星期一至五 20:00 - 21:00 | 新加坡 HUB娛家戲劇台 劇集首映 星期一至五 20:00 - 21:00 | 新加坡 HUB娛家戲劇台 劇集首映 星期一至五 20:00 - 21:00 |
| ------------------------------------------------------ | ------------------------------------------------------ | ------------------------------------------------------ |
|                                                        | 福爾摩師奶 （2019.07.02 - 2019.08.05）                 |                                                        |
| 有個大老千 （2019.05.21 - 2019.07.01）                 | 鐵探 （2019.08.06 - 2019.09.16）                       |                                                        |

| 马来西亚 八度空间 TVB之最 星期一至五 19:00－19:58 | 马来西亚 八度空间 TVB之最 星期一至五 19:00－19:58 | 马来西亚 八度空间 TVB之最 星期一至五 19:00－19:58 |
| ------------------------------------------------- | ------------------------------------------------- | ------------------------------------------------- |
|                                                   | 福爾摩師奶 （2020-05-01 - 2020-06-04）            |                                                   |
| 再创世纪 (2020-03-12 - 2020-04-30)                | 金宵大厦 （2020-06-05 - 2020-07-02）              |                                                   |

| 靖洋戲劇台 星期一至五 21:00-22:00             | 靖洋戲劇台 星期一至五 21:00-22:00        | 靖洋戲劇台 星期一至五 21:00-22:00 |
| --------------------------------------------- | ---------------------------------------- | --------------------------------- |
|                                               | 福爾摩師奶 (2021年5月11日-2021年6月14日) |                                   |
| 是咁的，法官閣下 (2021年4月6日-2021年5月10日) | 過街英雄 (2021年6月15日-2021年7月12日)   |                                   |